# Wakefield
Wakefield je město v metropolitním distriktu City of Wakefield v anglickém hrabství West Yorkshire. Podle výsledků sčítání obyvatel z roku 2001 mělo město 76 886 obyvatel.

## Historie
Název Wakefield zřejmě pochází ze staroanglických slov wacu a feld, jež znamenají strážní stanoviště. V pozemkové knize z roku 1086 byl uveden jako Wachefeld.
Roku 1460 v období války růží utrpěl porážku vévoda z Yorku v Bitvě u Wakefieldu nedaleko hradu Sandal. Wakefieldská katedrála pochází ze 14. století kdy byla postavena jako farní kostel a byla obnovena v 19. století.
Město bylo centrem výroby plátna. V 18. a 19. století byla ekonomika města, na poměry v Yorkshire, neobvykle diverzifikovaná, ale Wakefield byl jen malým městem. Hlavními zaměstnavateli byly textilní továrny roztroušené kolem řeky Calder a velké sklárny na východě města. Za hranicemi města se nacházelo několik dolů a v jeho centru působily strojírenské společnosti zaměřené na výrobu těžařské technologie.
Na počátku 20. století došlo k rozmachu výstavby obytných domů na okraji města a dříve samostatné obce Sandal Magna, Belle Vue a Agbrigg se staly předměstími Wakefieldu.
Podobně jako jiná průmyslová města byl i Wakefield zasažen úpadkem průmyslové výroby. V 70. a 80. letech 19. století upadala sklářská i textilní výroba, v období let 1979 až 1983 bylo uzavřeno šest dolů v okruhu 3 kilometrů od města i když dalších 15 bylo v provozu. Dalším problémem bylo zrušení rady hrabství West Yorkshire, které bylo důležitým zaměstnavatelem ve Wakefieldu. V současné době je ale nezaměstnanost ve městě na úrovni národního průměru.

## Doprava
Ve Wakefieldu se nachází dvě železniční stanice - Wakefield Westgate (spoje do Leedsu, Doncasteru, Sheffieldu a Londýna) a Wakefield Kirkgate (spoje do Barnsley, Sheffieldu, Leedsu a Castlefordu).
Po úspěchu bezplatných FreeCityBus v Leedsu a FreeTownBus v Huddersfieldu, byla i ve Wakefieldu od 23. dubna 2007 uvedena do zkušebního provozu síť bezplatných autobusových linek spojujících nejdůležitější místa ve městě (autobusové i vlaková nádraží a nákupní centra).

## Kultura
V centru Wakefieldu se nachází malá umělecká galerie a muzeum. Další kulturní instituce, Národní muzeum těžby uhlí a Yorkshirská sochařská galerie, lze nalézt nedaleko. Galerie Barbary Hepworthové je v současné době ve výstavbě jako součást regenerace pobřežní oblasti a po dostavbě doplní mozaiku kulturních stánků, k nimž také patří Královské divadlo a budova Opery.
Město je také známé Wakefieldským cyklem, kolekcí 32 mystérií pocházejících ze 14. století, které byly součástí letních náboženských festivalů a jejichž předvádění bylo nedávno obnoveno.